# Rhyacophila kohnoae
Rhyacophila kohnoae là một loài Trichoptera trong họ Rhyacophilidae. Chúng phân bố ở miền Cổ bắc.